# Умпьеррес, Леандро
Леа́ндро Никола́с Умпье́ррес Эрна́ндес (исп. Leandro Nicolás Umpiérrez Hernández; род. 20 марта 2004, Сан-Хосе-де-Майо) — уругвайский футболист, вингер клуба «Пеньяроль».

## Клубная карьера
Умпьеррес — воспитанник клуба «Пеньяроль». 31 марта 2025 года в матче против «Серро-Ларго» он дебютировал в уругвайской Примере.